# Росильоне
Росильо̀не (на италиански: Rossiglione; на лигурски: Rosciggion, Рошиджон) е малко градче и община в Северна Италия, провинция Генуа, регион Лигурия. Разположено е на 297 m надморска височина. Населението на общината е 2921 души (към 2011 г.).